# 非洲硬尾鸭
非洲硬尾鸭（学名：Oxyura maccoa），是雁形目鸭科的一种鸟类。

## 特征
非洲硬尾鸭体重约674克，翼长约156.4毫米，嘴峰长约45.6毫米，喙宽度约21.6毫米，喙厚度约11.6毫米，跗蹠长约33.3毫米，尾长约68.2毫米。非洲硬尾鸭在其分布区内为留鸟，其栖息在开放的湖泊、沼泽等湿地环境中，食性为杂食性。

## 分布
在东非和南非的高原地区有分布。